# Aras de los Olmos
Pour les articles homonymes, voir Olmos.
Aras de los Olmos, en castillan et officiellement (Ares d'Alpont en valencien), est une commune d'Espagne de la province de Valence dans la Communauté valencienne. Elle est située dans la comarque de Los Serranos et dans la zone à prédominance linguistique castillane.

## Géographie

Localisation d'Aras de los Olmos
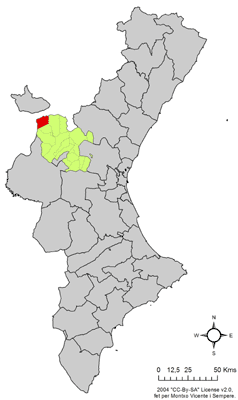
dans la Communauté valencienne.
dans la comarque de Los Serranos.

### Localités limitrophes
Le territoire communal d'Aras de los Olmos est voisin de celui des communes suivantes : Alpuente, Titaguas et Tuéjar dans la province de Valence, Arcos de las Salinas dans la province de Teruel et Santa Cruz de Moya dans la province de Cuenca.

## Démographie
| 1990 | 1992 | 1994 | 1996 | 1998 | 2000 | 2002 | 2004 | 2005 | 2007 |
| ---- | ---- | ---- | ---- | ---- | ---- | ---- | ---- | ---- | ---- |
| 494  | 428  | 433  | 420  | 397  | 398  | 367  | 375  | 391  | 393  |

### Sources
- (es) Cet article est partiellement ou en totalité issu de l’article de Wikipédia en espagnol intitulé « Aras de los Olmos » (voir la liste des auteurs).
- (es) Varaciones de los municipios de España desde 1842, Ministerio de administraciones públicas, octobre 2008, 364 p. (lire en ligne) [PDF]